# Обрежа (Алба)
Обрежа (рум. Obreja) — село у повіті Алба в Румунії. Входить до складу комуни Міхалц.
Село розташоване на відстані 265 км на північний захід від Бухареста, 17 км на північний схід від Алба-Юлії, 68 км на південь від Клуж-Напоки.

## Населення
За даними перепису населення 2002 року у селі проживали 686 осіб. Рідною мовою 684 особи (99,7%) назвали румунську.
Національний склад населення села:
| Національність | Кількість осіб | Відсоток |
| -------------- | -------------- | -------- |
| румуни         | 665            | 96,9%    |
| цигани         | 12             | 1,7%     |
| угорці         | 9              | 1,3%     |